# 百濟王氏
百濟王氏是日本古代的一個氏族，其祖先是百濟末代國王義慈的兒子百濟王善光。
在7世紀中期，唐朝與新羅結盟，百濟則與倭國結盟，以對抗唐朝和新羅的勢力。義慈王將自己的兒子豐璋和禪廣（又稱善光）送往倭國做人質。660年，百濟為唐朝、新羅聯軍所滅。倭國立豐璋為百濟王，並送豐璋歸國即位。然而倭國、百濟聯軍在白村江戰敗，豐璋被俘流放嶺南。百濟復國的夢想就此破滅，不少百濟人選擇流亡倭國。
扶余義慈的兒子善光作為唯一一個在倭國的百濟王子，於664年得到了天智天皇的允許，在攝津國難波一帶附近建立百濟郡（今大阪市天王寺區東部），以統治百濟的遺民。691年，又被持統天皇賜予「百濟王」的氏，這就是百濟王氏的起源。
百濟王氏出身的歷史人物有：為日本向東北開疆拓土作出貢獻的百濟王俊哲（陸奥鎮守将軍征夷副使）；擔任從三位刑部卿的百濟王敬福；擔任出羽守的百濟王武鏡；以及桓武天皇的女御教法、後宮教仁；嵯峨天皇的女御貴命和尚侍慶命等。
今大阪府枚方市存在著一個百濟王神社，是百濟王氏祭祀祖靈的神社。今神社內祭祀著百濟王神和進雄命。

## 外部連結
- （日語） 百濟王神社